# قاعدة بيانات معجمية
قاعدة بيانات معجمية، هو مورد معجمي، لديه قاعدة بيانات بيئة برمجيات ملحقة تسمح بالوصول إلى محتوياتها. قد تكون قاعدة البيانات مصممه خصيصا للمعلومات المعجمية، أو قد تكون قاعدة بيانات تجارية جاهزة، تم إدخال المعلومات المعجمية بها.